# IDM-Saison 2017

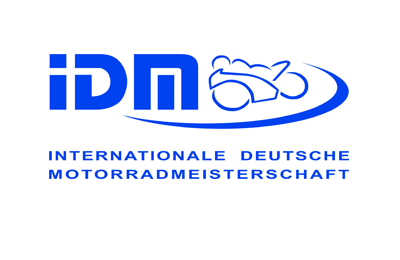
Logo der Internationalen Deutschen Motorradmeisterschaft 2017

Bei der Internationalen Deutschen Motorradmeisterschaft 2017 wurden Titel in den Klassen IDM Superbike, IDM Supersport 600, IDM Supersport 300 und IDM Sidecar vergeben. Ab Saisonbeginn 2017 trat die Arbeitsgruppe Motorsport im Industrie-Verband Motorrad Deutschland e. V. (IVM) als neuer Promoter der Internationalen Deutschen Motorradmeisterschaft (IDM) auf, nachdem sich die MotorEvents GmbH am Saisonende 2016 zurückgezogen hatte.
Der IVM verkündete im September 2017 die Einstellung der Serie zum Saisonende. Im Dezember gab die Motor Presse Stuttgart GmbH & Co. KG bekannt, ab der Saison 2018 als Promoter der Serie auftreten zu wollen.

## Punkteverteilung
Meister wurde derjenige Fahrer beziehungsweise der Hersteller, der bis zum Saisonende die meisten Punkte erzielt hatte. Bei der Punkteverteilung wurden die Platzierungen im Gesamtergebnis des jeweiligen Rennens berücksichtigt. Die fünfzehn erstplatzierten Fahrer jedes Rennens erhielten Punkte nach folgendem Schema:
| Punkteverteilung | Punkteverteilung | Punkteverteilung | Punkteverteilung | Punkteverteilung | Punkteverteilung | Punkteverteilung | Punkteverteilung | Punkteverteilung | Punkteverteilung | Punkteverteilung | Punkteverteilung | Punkteverteilung | Punkteverteilung | Punkteverteilung | Punkteverteilung |
| ---------------- | ---------------- | ---------------- | ---------------- | ---------------- | ---------------- | ---------------- | ---------------- | ---------------- | ---------------- | ---------------- | ---------------- | ---------------- | ---------------- | ---------------- | ---------------- |
| Platz            | 1                | 2                | 3                | 4                | 5                | 6                | 7                | 8                | 9                | 10               | 11               | 12               | 13               | 14               | 15               |
| Punkte           | 25               | 20               | 16               | 13               | 11               | 10               | 9                | 8                | 7                | 6                | 5                | 4                | 3                | 2                | 1                |

In die Wertung kamen alle erzielten Punkte.
Im Sprintrennen der Gespanne wurde folgende Punktewertung verwendet:
| Platz  | 1  | 2  | 3 | 4 | 5 | 6 | 7 | 8 | 9 | 10 |
| Punkte | 13 | 10 | 8 | 7 | 6 | 5 | 4 | 3 | 2 | 1  |

In die Wertung kamen alle erzielten Punkte.

## Superbike 1000

### Wissenswertes
- Markus Reiterberger gewann 13 der 14 ausgetragenen Rennen. Nur beim ersten Lauf am Nürburgring wurde er Zweiter.

### Rennergebnisse
|   | Datum  | Strecke           | Pole-Position       | Lauf | Platz 1             | Platz 2             | Platz 3             | Schn. Rennrunde     |
| - | ------ | ----------------- | ------------------- | ---- | ------------------- | ------------------- | ------------------- | ------------------- |
| 1 | 14.05. | Nürburgring       | Markus Reiterberger | 1    | Danny de Boer       | Markus Reiterberger | Florian Alt         | Danny de Boer       |
| 1 | 14.05. | Nürburgring       | Markus Reiterberger | 2    | Markus Reiterberger | Danny de Boer       | Dominik Vincon      | Markus Reiterberger |
| 2 | 09.07. | Circuit Zolder    | Markus Reiterberger | 1    | Markus Reiterberger | Danny de Boer       | Stefan Kerschbaumer | Markus Reiterberger |
| 2 | 09.07. | Circuit Zolder    | Markus Reiterberger | 2    | Markus Reiterberger | Danny de Boer       | Stefan Kerschbaumer | Markus Reiterberger |
| 3 | 30.07. | Schleizer Dreieck | Markus Reiterberger | 1    | Markus Reiterberger | Florian Alt         | Jan Bühn            | Markus Reiterberger |
| 3 | 30.07. | Schleizer Dreieck | Markus Reiterberger | 2    | Markus Reiterberger | Dominik Vincon      | Danny de Boer       | Markus Reiterberger |
| 4 | 13.08. | Assen             | Markus Reiterberger | 1    | Markus Reiterberger | Florian Alt         | Pepijn Bijsterbosch | Markus Reiterberger |
| 4 | 13.08. | Assen             | Markus Reiterberger | 2    | Markus Reiterberger | Danny de Boer       | Pepijn Bijsterbosch | Markus Reiterberger |
| 5 | 20.08. | Lausitzring       | Markus Reiterberger | 1    | Markus Reiterberger | Stefan Kerschbaumer | Jan Bühn            | Markus Reiterberger |
| 5 | 20.08. | Lausitzring       | Markus Reiterberger | 2    | Markus Reiterberger | Florian Alt         | Jan Halbich         | Markus Reiterberger |
| 6 | 03.09. | Oschersleben      | Markus Reiterberger | 1    | Markus Reiterberger | Jan Bühn            | Danny de Boer       | Markus Reiterberger |
| 6 | 03.09. | Oschersleben      | Markus Reiterberger | 2    | Markus Reiterberger | Danny de Boer       | Florian Alt         | Markus Reiterberger |
| 7 | 01.10. | Hockenheimring    | Markus Reiterberger | 1    | Markus Reiterberger | Florian Alt         | Bastien Mackels     | Markus Reiterberger |
| 7 | 01.10. | Hockenheimring    | Markus Reiterberger | 2    | Markus Reiterberger | Florian Alt         | Jan Bühn            | Markus Reiterberger |

### Fahrerwertung
| 1  | Markus Reiterberger  | BMW S 1000 RR     | Van Zon-Remeha-BMW                 | 345 |
| 2  | Florian Alt          | Yamaha YZF-R1     | Team Yamaha MGM                    | 194 |
| 3  | Jan Bühn             | BMW S 1000 RR     | Van Zon-Remeha-BMW                 | 181 |
| 4  | Danny de Boer        | BMW S 1000 RR     | Van Zon-Remeha-BMW                 | 170 |
| 5  | Stefan Kerschbaumer  | Yamaha YZF-R1     | MPB Racing                         | 128 |
| 6  | Jan Halbich          | Honda CBR 1000 RR | Holzhauer Racing Promotion         | 127 |
| 7  | Dominik Vincon       | BMW S 1000 RR     | BMW Stilgenbauer by WDV            | 126 |
| 8  | Luca Grünwald        | Suzuki GSX-R 1000 | Team Suzuki Mayer                  | 110 |
| 9  | Pepijn Bijsterbosch  | Yamaha YZF-R1     |                                    | 99  |
| 10 | Vincent Lonbois      | BMW S 1000 RR     | Herpigny Motors BMW Motorrad Belux | 96  |
| 11 | Bastien Mackels      | Yamaha YZF-R1     | Team Yamaha MGM                    | 86  |
| 12 | Dominic Schmitter    | Suzuki GSX-R 1000 | HPC Power Suzuki Racing            | 64  |
| 13 | Lucy Glöckner        | Kawasaki ZX-10R   | Kawasaki Schnock Team Motorex      | 56  |
| 14 | Marc Neumann         | BMW S 1000 RR     |                                    | 50  |
| 15 | Arnaud Friedrich     | BMW S 1000 RR     | Van Zon-Remeha-BMW                 | 41  |
| 16 | Marko Nekvasil       | BMW S 1000 RR     |                                    | 21  |
| 17 | Daniel Kartheininger | Yamaha YZF-R1     |                                    | 21  |
| 18 | Vittorio Iannuzzo    | Suzuki GSX-R 1000 | HPC-Power Suzuki Racing            | 20  |
| 19 | Ville Valtonen       | Yamaha YZF-R1     |                                    | 7   |
| 20 | Patryk Kosiniak      | BMW S 1000 RR     | Wilbers-BMW-Racing                 | 5   |
| 21 | Koen Zeelen          | Yamaha YZF-R1     |                                    | 5   |
| 22 | Bobby Bos            | Yamaha YZF-R1     |                                    | 4   |
| 23 | Philipp Gengelbach   | BMW S 1000 RR     |                                    | 3   |
| 24 | Janusch Prokop       | Suzuki GSX-R 1000 |                                    | 1   |

### Konstrukteurswertung
| 1 | BMW      | 594 |
| 2 | Yamaha   | 389 |
| 3 | Suzuki   | 188 |
| 4 | Honda    | 127 |
| 5 | Kawasaki | 56  |

## Supersport 600

### Rennergebnisse
|   | Datum  | Strecke           | Pole-Position    | Lauf | Platz 1          | Platz 2          | Platz 3            | Schn. Rennrunde  |
| - | ------ | ----------------- | ---------------- | ---- | ---------------- | ---------------- | ------------------ | ---------------- |
| 1 | 14.05. | Nürburgring       | Thomas Gradinger | 1    | Kevin Wahr       | Max Enderlein    | Alen Györfi        | Kevin Wahr       |
| 1 | 14.05. | Nürburgring       | Thomas Gradinger | 2    | Kevin Wahr       | Thomas Gradinger | Max Enderlein      | Kevin Wahr       |
| 2 | 09.07. | Circuit Zolder    | Thomas Gradinger | 1    | Rob Hartog       | Thomas Gradinger | Bryan Schouten     | Max Enderlein    |
| 2 | 09.07. | Circuit Zolder    | Thomas Gradinger | 2    | Thomas Gradinger | Rob Hartog       | Kevin Wahr         | Thomas Gradinger |
| 3 | 30.07. | Schleizer Dreieck | Thomas Gradinger | 1    | Thomas Gradinger | Max Enderlein    | Kevin Wahr         | Thomas Gradinger |
| 3 | 30.07. | Schleizer Dreieck | Thomas Gradinger | 2    | Thomas Gradinger | Max Enderlein    | Kevin Wahr         | Thomas Gradinger |
| 4 | 13.08. | Assen             | Rob Hartog       | 1    | Rob Hartog       | Kevin Wahr       | Thomas Gradinger   | Rob Hartog       |
| 4 | 13.08. | Assen             | Rob Hartog       | 2    | Rob Hartog       | Thomas Gradinger | Vasco van der Valk | Rob Hartog       |
| 5 | 04.09. | Oschersleben      | Thomas Gradinger | 1    | Thomas Gradinger | Kevin Wahr       | Marc Buchner       | Thomas Gradinger |
| 5 | 04.09. | Oschersleben      | Thomas Gradinger | 2    | Marc Buchner     | Thomas Gradinger | Christian Stange   | Thomas Gradinger |
| 6 | 01.10. | Hockenheimring    | Thomas Gradinger | 1    | Kevin Wahr       | Max Enderlein    | Marc Buchner       | Kevin Wahr       |
| 6 | 01.10. | Hockenheimring    | Thomas Gradinger | 2    | Kevin Wahr       | Thomas Gradinger | Max Enderlein      | Thomas Gradinger |

### Fahrerwertung
| 1  | Thomas Gradinger   | Yamaha YZF-R6  | MPB Racing                    | 230 |
| 2  | Kevin Wahr         | Yamaha YZF-R6  | Team Yamaha Romero            | 204 |
| 3  | Max Enderlein      | Yamaha YZF-R6  | Freudenberg Racing Team       | 158 |
| 4  | Marc Buchner       | Yamaha YZF-R6  |                               | 145 |
| 5  | Vasco van der Valk | Yamaha YZF-R6  |                               | 134 |
| 6  | Daniel Rubin       | Yamaha YZF-R6  | Rubin Racing Team             | 100 |
| 7  | Alan Györfi        | Yamaha YZF-R6  |                               | 95  |
| 8  | Manou Antweiler    | Kawasaki ZX-6R | Kawasaki Schnock Team Motorex | 80  |
| 9  | Dominik Rubin      | Yamaha YZF-R6  | Rubin Racing Team             | 80  |
| 10 | Colin Rossi        | Kawasaki ZX-6R |                               | 72  |
| 11 | Jonas Geitner      | Kawasaki ZX-6R | Kawasaki Schnock Team Motorex | 60  |
| 12 | Arne de Wintere    | Yamaha YZF-R6  |                               | 45  |
| 13 | Janusch Prokop     | Kawasaki ZX-6R |                               | 43  |
| 14 | Toni Thurmayer     | Yamaha YZF-R6  |                               | 38  |
| 15 | Christian Stange   | Kawasaki ZX-6R |                               | 38  |
| 16 | Bryan Schouten     | Kawasaki ZX-6R |                               | 22  |
| 17 | Levy Day           | Kawasaki ZX-6R |                               | 18  |

## Supersport 300

### Wissenswertes
- Die Klasse Supersport 300 wurde in der Saison 2017 erstmals im Rahmen der Internationalen Deutschen Motorradmeisterschaft ausgetragen.
- Der Niederländische Yamaha YZF-R3-Cup wurde zusammen mit der Klasse IDM Supersport 300 ausgetragen aber separat gewertet.

### Rennergebnisse
|   | Datum  | Strecke           | Pole-Position  | Lauf | Platz 1            | Platz 2            | Platz 3            | Schn. Rennrunde    |
| - | ------ | ----------------- | -------------- | ---- | ------------------ | ------------------ | ------------------ | ------------------ |
| 1 | 14.05. | Nürburgring       | Dennis Koopman | 1    | Maximilian Kappler | Troy Bude          | Jan-Ole Jähnig     | Maximilian Kappler |
| 1 | 14.05. | Nürburgring       | Dennis Koopman | 2    | Jan-Ole Jähnig     | Maximilian Kappler | Lukas Franke       | Lukas Franke       |
| 2 | 09.07. | Circuit Zolder    | Jan-Ole Jähnig | 1    | Maximilian Kappler | Sophia Liebschner  | Philippe Cavegn    | Jan-Ole Jähnig     |
| 2 | 09.07. | Circuit Zolder    | Jan-Ole Jähnig | 2    | Jan-Ole Jähnig     | Maximilian Kappler | Sophia Liebschner  | Jan-Ole Jähnig     |
| 3 | 30.07. | Schleizer Dreieck | Jan-Ole Jähnig | 1    | Troy Bude          | Maximilian Kappler | Jan-Ole Jähnig     | Jan-Ole Jähnig     |
| 3 | 30.07. | Schleizer Dreieck | Jan-Ole Jähnig | 2    | Tim Georgi         | Troy Bude          | Jan-Ole Jähnig     | Troy Bude          |
| 4 | 13.08. | Assen             | Joep Overbeeke | 1    | Daniel Blin        | Jan-Ole Jähnig     | Maximilian Kappler | Jan-Ole Jähnig     |
| 4 | 13.08. | Assen             | Joep Overbeeke | 2    | Troy Bude          | Jan-Ole Jähnig     | Avalon Biddle      | Troy Bude          |
| 5 | 04.09. | Oschersleben      | Jan-Ole Jähnig | 1    | Jan-Ole Jähnig     | Maximilian Kappler | Troy Bude          | Jan-Ole Jähnig     |
| 5 | 04.09. | Oschersleben      | Jan-Ole Jähnig | 2    | Maximilian Kappler | Jan-Ole Jähnig     | Lukas Franke       | Maximilian Kappler |
| 6 | 01.10. | Hockenheimring    | Jan-Ole Jähnig | 1    | Maximilian Kappler | Jan-Ole Jähnig     | Troy Bude          | Jan-Ole Jähnig     |
| 6 | 01.10. | Hockenheimring    | Jan-Ole Jähnig | 2    | Maximilian Kappler | Jan-Ole Jähnig     | Micky Winkler      | Maximilian Kappler |

### Fahrerwertung
| 1 | Jan-Ole Jähnig     | Yamaha YZF-R3      | Freudenberg Racing Team       | 232 |
| 2 | Maximilian Kappler | Yamaha YZF-R3      | Freudenberg Racing Team       | 225 |
| 3 | Troy Bude          | Yamaha YZF-R3      |                               | 185 |
| 4 | Sophia Liebschner  | Yamaha YZF-R3      |                               | 152 |
| 5 | Lukas Franke       | Yamaha YZF-R3      |                               | 139 |
| 6 | Philippe Cavegn    | Kawasaki Ninja 300 | Kawasaki Schnock Team Motorex | 109 |
| 7 | Max Graichen       | Yamaha YZF-R3      | ADAC Sachsen e. V.            | 21  |
| 8 | Maggy Spahn        | Yamaha YZF-R3      |                               | 19  |

## Gespanne

### Wissenswertes
- Der erste Lauf, bei der fünften Rennveranstaltung in Oschersleben wurde vorzeitig abgebrochen. Der anschließende Neustart ging über 6 Runden und wurde mit Punkten für ein Sprintrace gewertet.

### Rennergebnisse
|   | Datum  | Strecke           | Pole-Position                   | Lauf | Platz 1                            | Platz 2                            | Platz 3                               | Schn. Rennrunde                    |
| - | ------ | ----------------- | ------------------------------- | ---- | ---------------------------------- | ---------------------------------- | ------------------------------------- | ---------------------------------- |
| 1 | 14.05. | Nürburgring       | Markus Schlosser / Thomas Hofer | 1    | Markus Schlosser / Thomas Hofer    | André Kretzer / Jens Lehnertz      | John Smits / Gunther Verbrugge        | Markus Schlosser / Thomas Hofer    |
| 1 | 14.05. | Nürburgring       | Markus Schlosser / Thomas Hofer | 2    | Markus Schlosser / Thomas Hofer    | André Kretzer / Jens Lehnertz      | Mike Roscher / Anna Burkard           | Markus Schlosser / Thomas Hofer    |
| 2 | 09.07. | Circuit Zolder    | Markus Schlosser / Thomas Hofer | 1    | Markus Schlosser / Thomas Hofer    | Bennie Streuer / Gerard Daalhuizen | André Kretzer / Manfred Wechselberger | Markus Schlosser / Thomas Hofer    |
| 2 | 09.07. | Circuit Zolder    | Markus Schlosser / Thomas Hofer | 2    | Markus Schlosser / Thomas Hofer    | Bennie Streuer / Gerard Daalhuizen | André Kretzer / Manfred Wechselberger | Markus Schlosser / Thomas Hofer    |
| 3 | 30.07. | Schleizer Dreieck | Markus Schlosser / Thomas Hofer | 1    | Bennie Streuer / Gerard Daalhuizen | Markus Schlosser / Thomas Hofer    | Josef Sattler / Uwe Neubert           | Markus Schlosser / Thomas Hofer    |
| 3 | 30.07. | Schleizer Dreieck | Markus Schlosser / Thomas Hofer | 2    | Markus Schlosser / Thomas Hofer    | Bennie Streuer / Gerard Daalhuizen | Josef Sattler / Uwe Neubert           | Bennie Streuer / Gerard Daalhuizen |
| 4 | 13.08. | Assen             | Markus Schlosser / Thomas Hofer | 1    | Markus Schlosser / Thomas Hofer    | Bennie Streuer / Gerard Daalhuizen | John Smits / Gunther Verbrugge        | Bennie Streuer / Gerard Daalhuizen |
| 4 | 13.08. | Assen             | Markus Schlosser / Thomas Hofer | 2    | Markus Schlosser / Thomas Hofer    | Bennie Streuer / Gerard Daalhuizen | André Kretzer / Manfred Wechselberger | Bennie Streuer / Gerard Daalhuizen |
| 5 | 03.09. | Oschersleben      | Markus Schlosser / Thomas Hofer | 1    | Markus Schlosser / Thomas Hofer    | Bennie Streuer / Gerard Daalhuizen | André Kretzer / Manfred Wechselberger | Markus Schlosser / Thomas Hofer    |
| 5 | 03.09. | Oschersleben      | Markus Schlosser / Thomas Hofer | 2    | Markus Schlosser / Thomas Hofer    | Bennie Streuer / Gerard Daalhuizen | André Kretzer / Manfred Wechselberger | Markus Schlosser / Thomas Hofer    |
| 6 | 03.09. | Hockenheimring    | Markus Schlosser / Thomas Hofer | 1    | Josef Sattler / Uwe Neubert        | Markus Schlosser / Thomas Hofer    | Mike Roscher / Anna Burkard           | Markus Schlosser / Thomas Hofer    |
| 6 | 03.09. | Hockenheimring    | Markus Schlosser / Thomas Hofer | 2    | Markus Schlosser / Thomas Hofer    | Josef Sattler / Uwe Neubert        | Mike Roscher / Anna Burkard           | Markus Schlosser / Thomas Hofer    |

### Fahrerwertung
| 1  | Markus Schlosser   | Thomas Hofer                          | LCR-Suzuki           | Team Schlosser                     | 278 |
| 2  | André Kretzer      | Manfred Wechselberger / Jens Lehnertz | LCR-Suzuki           | AKW-Kretzer-Racing PSV Wels        | 164 |
| 3  | Bennie Streuer     | Gerard Daalhuizen                     | LCR-Suzuki           | Team Streuer Daalhuizen            | 155 |
| 4  | Mike Roscher       | Anna Burkard                          | LCR-BMW              | RS-Racing Roscher-Burkhard-Penz13  | 111 |
| 5  | Josef Sattler      | Uwe Neubert                           | LCR-BMW              | Sattler Motorsport                 | 110 |
| 6  | John Smits         | Gunther Verbrugge                     | RCN-Yamaha           | Sidecar Racingteam Smits           | 108 |
| 7  | Peter Schröder     | Denise Werth                          | LCR-Suzuki           | Schröder Werth Sidecar Racing      | 105 |
| 8  | Christian Ruppert  | Jeron Schmitz                         | LCR-Kawasaki         | fun42-racing                       | 86  |
| 9  | Pascal Pfaucht     | Michael Prudlik                       | LCR-Suzuki F1        | Sidecar Team Pfaucht               | 72  |
| 10 | Jakob Rutz         | Marcel Fries                          | LCR-Yamaha (600 cm³) | Sidecar-Racing-Team-Rutz           | 72  |
| 11 | Kees Endeveld      | Jeroen Remmé                          | Adolf RS Kawasaki    | Drugsadvies Sidecarshop Racing     | 48  |
| 12 | Michael Ouger      | Vincent Peugeot                       | LCR-Suzuki           | Team Bete des Vosges               | 48  |
| 13 | Manuel Hirschi     | Sandra Roth                           | LCR-Suzuki           | Hirschi's Sidecar Team             | 47  |
| 14 | Hilbert Talens     | Remco Moes                            | LCR-Yamaha           | Talens Racing                      | 43  |
| 15 | Uwe Gürck          | Axel Kölsch                           | Adolf RS BMW         | PSV Wels - Gürck Racing            | 35  |
| 16 | Helmut Lingen      | Björn Bosch                           | LCR-Suzuki           | Lingo's Lower Rhine Sidecar Racers | 30  |
| 17 | Colin Nicholson    | Ilse de Haas                          | RCN-Yamaha           | RCN Factory Racing                 | 23  |
| 18 | Phil Croft         | Sophie Sattelberger                   | RCN Yamaha           | Team Croft Sidecar Racing          | 23  |
| 19 | Wiggert Kranenburg | Frank Claeys                          | RCN-Yamaha           | Team Kranenburg                    | 21  |
| 20 | Rogier Weekers     | Miranda Louwes                        | RCN-Suzuki           | sidecarXperience                   | 7   |

## Rahmenrennen
- Im Rahmen der Internationalen Deutschen Motorradmeisterschaft 2017 fanden sieben Rennen zum Yamaha R6-Dunlop Cup statt. Außerdem wurde der Twin-Cup sowie der Suzuki GSX-R 1000-Cup im Rahmenprogramm ausgetragen.